# ワン・タイムズスクエア

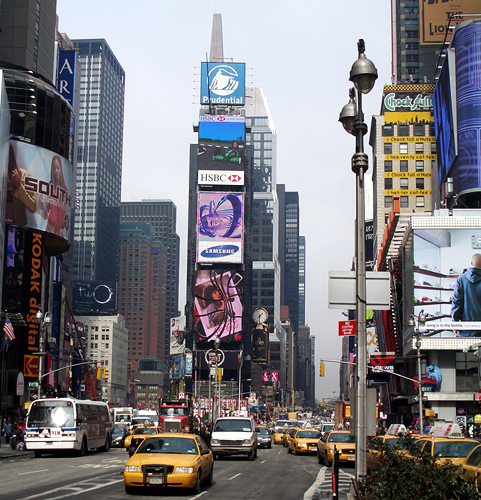
ワン・タイムズスクエアの反対側にも同様な建物が存在する。画像正面にある建物はツー・タイムズスクエアと呼ばれるもの。

ワン・タイムズスクエア（One Times Square）とは、アメリカ合衆国ニューヨーク市マンハッタン区タイムズスクエアにある超高層ビルである。ワン・タイムズスクウェアと表記されることもある。ニューヨークタイムズビル、ニューヨークタイムズタワー、アライドケミカルタワー、所在地からブロードウェイ1475番とも呼ばれる。

## 概要
ワン・タイムズスクエアは、ニューヨークでの新年の打ち上げも行われるビルである。
周囲は、ネオンサインで覆われており、日本の企業（日清食品 など）のネオンサインや広告もある。25階建てで、約111m（363フィート）の高さがある。

## 歴史

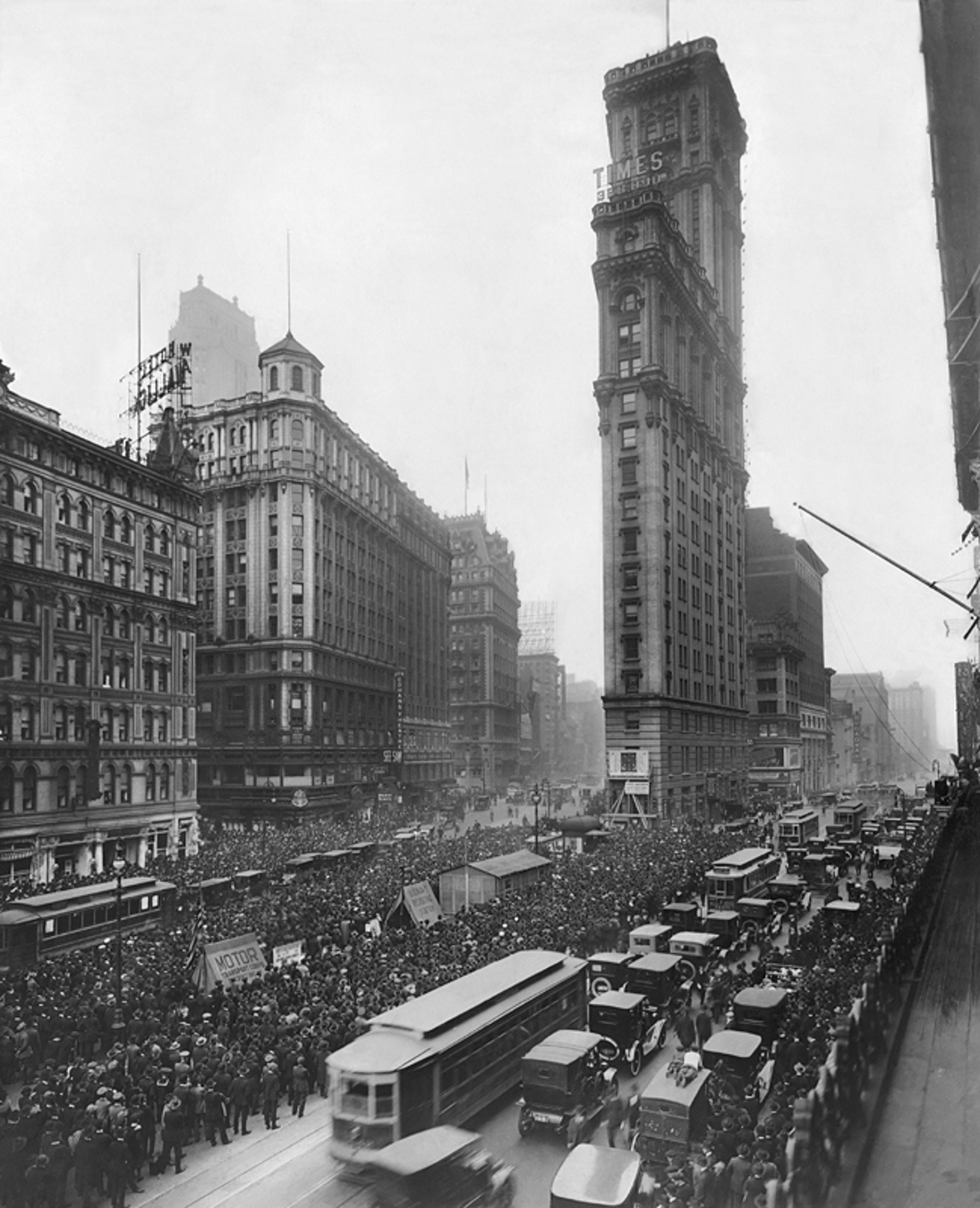
1919年のワン･タイムズスクエア

このビルは新聞社・ニューヨーク・タイムズ社の社屋として建設され、1904年の完成とともに、それまでパーク・ロウにあったニューヨーク・タイムズ本社が移転した。その後、毎年1月1日になると新年の祝祭として、風船と花火の打ち上げがおこなわれるようになり、アメリカ中で有名なビルとなった。
1913年、ニューヨーク・タイムズ社は本社を西43丁目に移転させる。しかし、その後もワン･タイムズスクエアは有名であり続け、NBCニュースなどのオープニングやエンディング、また映画などにもしばしば登場している。